# Jos Bruurs
Jos Bruurs (Hoogstraten, 14 juli 1928 – 11 mei 2013) was een Belgisch organist.

## Levensloop
Zijn ouders waren Aloïs Bruurs en Anna Peeraer. Hij woonde in de buurt van het begijnhof waar hij in de kerk als jongeling reeds kerkorgel leerde spelen bij kapelaan Ceulemans. Hij vervolgde zijn muziekopleiding bij juffrouw Germaine Cools en later bij het befaamde Mechelse Lemmensinstituut.
Als koorverantwoordelijke van de Sint-Katharinakerk zorgde hij in 1954 voor de samensmelting van het Sint-Ceciliakoor met het Piuskoor. Daarnaast richtte hij een dameskoor, een knapenkoor en een gepensioneerdenkoor op.
Toen hij nog in Mechelen studeerde, kreeg hij van Mgr. Jules Van Nuffel het verzoek om in de Noorderkempen de kerkkoren onder een koepel samen te brengen. Op 20 december 1953 werd met de steun van het Lemmensinstituut het Madrigaal, de nationale federatie van katholieke zangkoren, opgericht.'Madrigaal' is een oude term afkomstig uit de muziekwereld. Professor Staf Nees was de eerste voorzitter tot aan zijn dood in 1965. Na een jaar telde de federatie 64 koren tot haar leden. Dit ging van gevestigde kathedraalkoren uit Antwerpen en Mechelen tot de meer bescheiden zanggroepen uit de landelijke jeugdbeweging. In 1956 gaf de federatie een tijdschrift uit dat eveneens Het Madrigaal heette.
Buiten zijn inzet voor het madrigaal richtte hij samen met juffrouw Denis een muziekschool op die de voorloper was van 'Academie voor Muziek en Woord De Noorderkempen'. Tevens gaf hij les in het Klein Seminarie en het Vrij Instituut voor Technisch Onderwijs.
Wanneer hij gevierd werd voor zijn gouden organistenjubileum in 2005, schonk het Orgelfonds aan de Sint-Katharinakerk een koororgel van bouwer André Thomas uit Francorchamps. Het orgel werd ingespeeld op 27 mei 2005 door Bernard Foccroulle. Het orgel wordt gebruikt door de muziekacademie voor de leerlingen orgel. Daarnaast waren er vele nationale en internationale leerlingen die in de kerk kwamen spelen.
Rond zijn 35ste werd hij blind, toch bleef hij voortwerken. Op zaterdag 21 januari 2012 werd hij ereburger van de stad Hoogstraten.